# 瀬尾芙巳子
瀬尾 芙巳子（せお ふみこ、1929年8月5日-2022年）は、日本の経済学者。京都大学名誉教授。専門は意志決定論（意思決定論ではない）、経営環境分析論。経済学博士（東京大学・1967年）。大阪市出身。

## 略歴

### 学歴
- 1953年3月：東京大学経済学部経済学科卒業
- 1956年3月：東京大学経済学部大学院修了

### 職歴
- 1956年5月：関西大学商学部助手
- 1959年10月：関西大学商学部専任講師
- 1962年10月：関西大学商学部助教授
- 1965年3月：京都大学経済研究所助教授（地域経済研究部門,　1986年4月　経済計画研究部門に改組）
- 1973年：ハーバード大学経済学部客員研究員（1974年まで）
- 1979年：国際応用システム解析研究所(IIASA)研究員（1980年まで）
- 1983年8月：京都大学経済研究所教授
- 1993年3月：京都大学停年退官
- 1993年4月：京都大学名誉教授[2]　摂南大学経営情報学部経営環境情報学科教授（2000年3月まで）[3]

## 研究課題
- あいまい環境下の多目的意志決定分析
- 国際協力におけるゲーム論的接近
- ファジイ効用関数に関する研究
- 知的意志決定支援システム

## 著書

### 単著
- 『資本主義発展の研究ー長期趨勢と循環の計測的接近』（日本評論社、 1964年）
- 『現代資本主義の成長構造』（日本評論社、 1971年）
- 『世界経済と国際通貨』（日本評論社、 1973年）
- 『多目的評価と意志決定』（日本評論社、 1984年）
- 『思考の技術ーあいまい環境下の経営意志決定』（有斐閣、 1994年）

### 共著
- Multiple Criteria Decisision Analysis:Concepts,Methods,and Applications　 D.Reidel Pub.co.,1988. (with Masatoshi Sakawa)

### 編著
- 『あいまい環境下のモデリングと意志決定』（福地崇生との編著、京都大学学術出版会、2002年）（日本知能情報ファジイ学会著述賞　2004年）

### その他
- 『風の舞ー昭和から平成へ』（自伝的詩集　筆名：草野創子）（新風舎、2006年）